# Держплан СРСР
Держплан СРСР (Державний плановий комітет Ради Міністрів СРСР) — державний орган, який здійснював загальнодержавне планування розвитку народного господарства СРСР і контроль за виконанням народногосподарських планів.

## Історія

### 1920-тіроки
21 серпня 1923 року було створено Державну комісію СРСР з планування при Раді праці й оборони СРСР при Раді Народних Комісарів СРСР (РПО СРСР). Первинно Держплан СРСР відігравав консультативну роль, координуючи плани союзних республік та виробляючи загальний план. З 1925 Держплан СРСР почав формувати річні плани розвитку народного господарства СРСР, де називались «контрольні цифри».
Прообразом його створення стала Державна комісія з електрифікації Росії (рос. ГОЭЛРО), яка працювала з 1920 до 1921 року.
В Положенні про Державну загально планову комісію, затвердженому декретом Ради Народних Комісарів РРФСР від 28 лютого 1921, визначено:
«При Раді праці й оборони створюється загально планова комісія для розробки єдиного загальнодержавного господарського плану на основі плану електрифікації та для загального нагляду за здійсненням цього плану»
На початку своєї діяльності Держплан СРСР займався вивченням положення в економіці та складанням доповідей з визначених проблем, наприклад, з відновлення й розвитку вугільних видобувних регіонів. Розробка єдиного економічного плану країни почалась із випуску щорічних контрольних цифр, директив на 1925–1926, якими було визначено орієнтири у всіх галузях економіки.
Спочатку апарат Держплану складався з 40 економістів, інженерів та іншого персоналу, до 1923 в ньому налічувалось уже 300 співробітників, а до 1925 року в усьому СРСР було створено мережу підпорядкованих Держплану СРСР планувальних організацій.
Держплан СРСР об'єднував у собі передусім функції вищого експертного органу в економіці й науково-координаційного центру.
Структура Держплану до приходу Миколи Вознесенського, складалась із семи секцій:
1. обліку та розподілу матеріальних ресурсів та організації праці;
2. енергетики;
3. сільського господарства;
4. промисловості;
5. транспорту;
6. зовнішньої торгівлі й концесій;
7. районування.

1927 року до них було додано сектор оборони Держплану СРСР.

### Індустріалізація СРСР

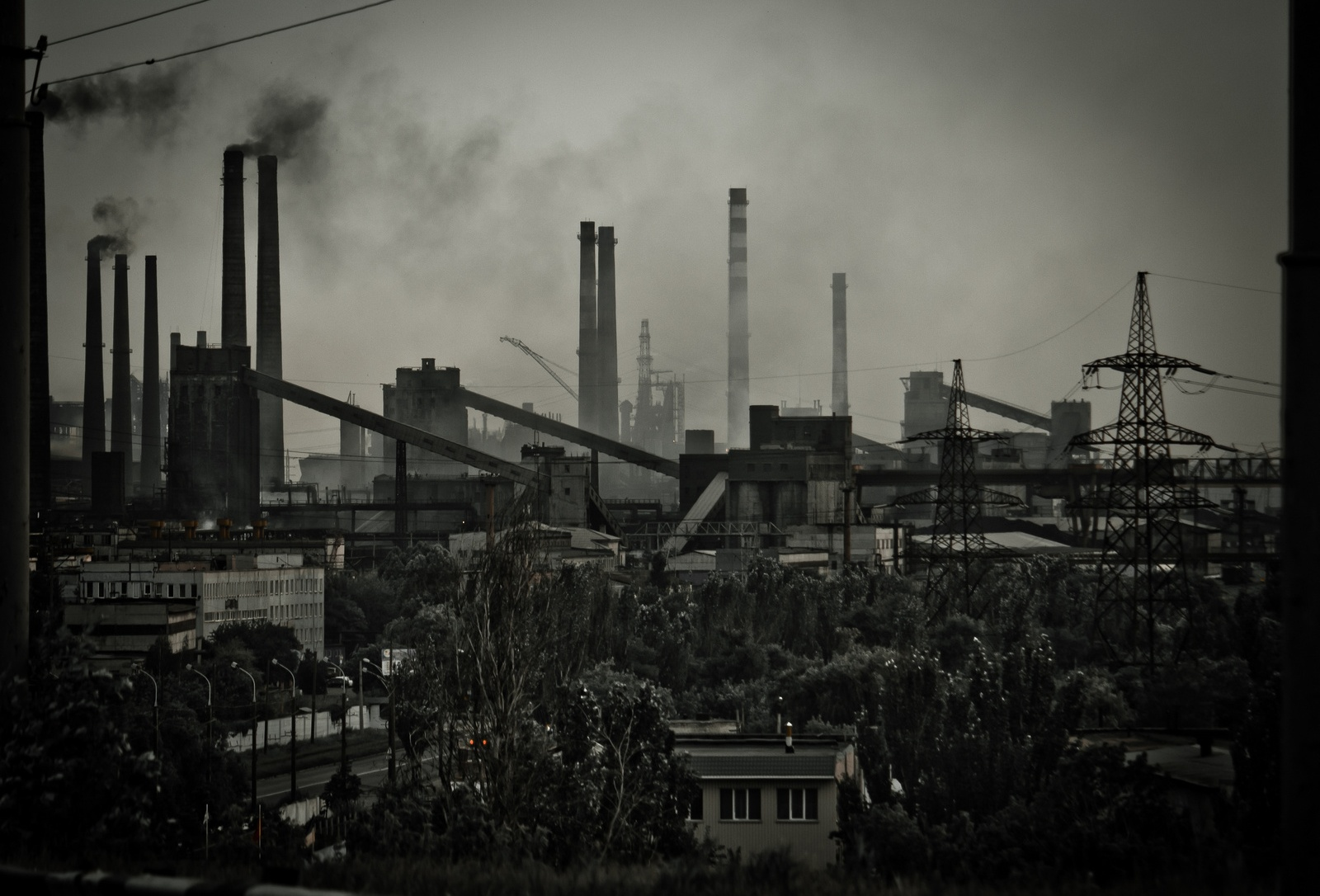
Азовсталь — один з гігантів Першої п'ятирічки

Під керівництвом Держплану СРСР були успішно реалізовані масштабні програми індустріалізації, яка перетворила СРСР з переважно аграрної країни на провідну індустріальну державу.
Під час першої п'ятирічки (1928–1932) було збудовано 1500 великих підприємств, в тому числі: автомобільні заводи в Москві (АЗЛК) й Нижньому Новгороді (ГАЗ), Магнітогорський та Кузнецький металургійні комбінати, Сталінградський і Харківський тракторні заводи.
На січневому (1933) пленумі ЦК ВКП(б) було заявлено про виконання першого п'ятирічного плану за 4 роки і 3 місяці.
В результаті виконання другого п'ятирічного плану розвитку народного господарства СРСР було введено в дію 4500 великих  державних промислових підприємств.

### Евакуація та мобілізація промисловості СРСР за часівНімецько-радянської війни

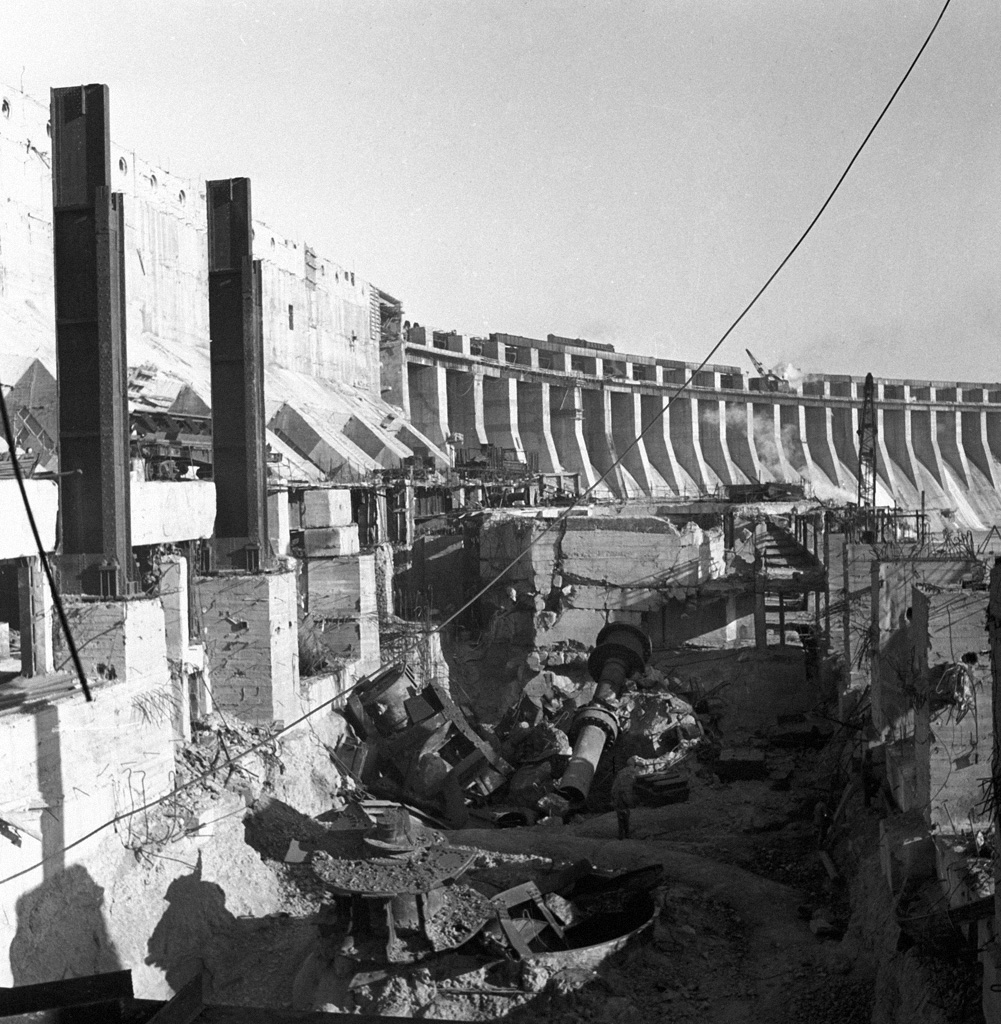
Зруйнована Дніпровська ГЕС, 1943 рік

Постановою ДКО СРСР від 7 серпня 1941 року № 421 «Про порядок розміщення підприємств, що евакуюються» на Держплан СРСР було покладено завдання із забезпечення евакуації та мобілізації промисловості СРСР. Зокрема, зверталась особлива увага на те, щоб при розміщенні підприємств перевага надавалась авіаційній промисловості, промисловості боєприпасів, озброєння, танків та бронеавтомобілів, чорної, кольорової та спеціальної металургії, хімії. Від наркомів вимагалось узгоджувати з Держпланом СРСР та Радою з евакуації кінцеві пункти для підприємств, що вивозились в тил та організацію дублюючого виробництва.
Микола Вознесенський був призначений уповноваженим ДКО з питань виконання промисловістю плану виробництва боєприпасів, а його заступником — Максим Сабуров
За липень-листопад 1941 року на схід країни було перебазовано понад 1 500 промислових підприємства й 7,5 мільйонів чоловік — робітників, інженерів, техніків та інших фахівців. Евакуація промислових підприємств здійснювалась до східних районів РРФСР, а також до південних республік країни — Казахстану, Узбекистану, Таджикистану.

### Повоєнні роки
1949 року органи державної безпеки почали організацію найбільшої серії політичних процесів у повоєнний період — так званої «Ленінградської справи». Керівник Держплану Вознесенський мав стати ключовою постаттю фальсифікованої МДБ змови з усунення радянської влади й відокремлення Росії від СРСР, зробивши столицею нової держави Ленінград.
Результатом прийняття постанови Ради Міністрів СРСР від 5 березня 1949 року «Про Держплан СРСР» і постанови Політбюро від 11 вересня 1949 року «Про численні факти втрати секретних документів у Держплані СРСР» стала суттєва кадрова чистка в апараті Держплану СРСР:

До квітня 1950 року було перевірено весь основний склад вітчизняних і технічних працівників — близько 1400 чоловік. 130 чоловік було звільнено, понад 40 — переведено з Держплану на роботу в інші організації. За рік до Держплану було прийнято 255 нових працівників. З 12 заступників Вознесенського усунули сімох, причому тільки один до квітня 1950 року був заарештований, а четверо отримали нову відповідальну посаду (що також свідчило про переважно неполітичний характер «справи Держплану»). Склад начальників управлінь і відділів та їхніх заступників оновився на третину. Зі 133 начальників секторів було замінено 35

.
Голова Держплану Микола Вознесенський був усунутий від усіх посад, виведений з Політбюро ЦК, виключений з ЦК ВКП(б) та з членів ВКП(б). 27 жовтня 1949 року заарештований, 1 жовтня 1950 розстріляний. Реабілітований 1954 року.
У травні 1955 року Держплан СРСР було розділено на дві частини:
- Державна комісія Ради Міністрів СРСР з перспективного планування розробляла довгострокові плани на 10—15 років
- Державна економічна комісія Ради Міністрів СРСР з поточного планування народного господарства (Держекономкомісія) (1955—1957) — розробляла п'ятирічні плани.

24 листопада 1962 року Держплан РМ СРСР перетворено на Раду народного господарства СРСР. Того ж дня створено новий Держплан РМ СРСР на базі Державної науково-економічної ради РМ СРСР.
Пізніше Держплан ще кілька разів перейменовувався.
Наступником Держплану СРСР умовно можна вважати Міністерство економічного розвитку й торгівлі Росії (формально кажучи, воно є наступником Держплану РРФСР).

### Найменування та підпорядкованість
| Період роботи | Найменування                                                                                         | Примітки |
| ------------- | --- | -------- |
| 1921–1923     | Державна загальнопланова комісія при Раді праці та оборони РРФСР                                     |          |
| 1923–1931     | Державна планова комісія при Раді праці й оборони СРСР                                               |          |
| 1931–1946     | Державна планова комісія при Раді народних комісарів СРСР                                            |          |
| 1946–1946     | Державна планова комісія при Раді Міністрів СРСР                                                     |          |
| 1946–1948     | Державна планова комісія Ради Міністрів СРСР                                                         |          |
| 1948–1955     | Державний плановий комітет Ради Міністрів СРСР                                                       |          |
| 1955–1957     | Державна планова комісія Ради Міністрів СРСР з перспективного планування народного господарства СРСР |          |
| 1957–1963     | Державний плановий комітет Ради Міністрів СРСР                                                       |          |
| 1963–1965     | Державний плановий комітет СРСР Вищої ради народного господарства СРСР                               |          |
| 1965–1991     | Державний плановий комітет Ради Міністрів СРСР                                                       |          |

## Завдання і функції Держплану СРСР
Основним завданням у періоди свого існування було планування економіки СРСР, складання планів розвитку країни на різні терміни.
- Відповідно до статті 49 Конституції РРФСР, прийнятої V Всеросійським з'їздом Рад 10 липня 1918 року, до предмету відомства Всеросійського з'їзду Рад і Всеросійського Центрального Виконавчого Комітету Рад віднесено: «к) Встановлення основ і загального плану всього народного господарства й окремих його галузей на території Російської Соціалістичної Федеративної Радянської Республіки»[7].
- Відповідно до статті 1 Конституції СРСР, прийнятої II Всесоюзним з'їздом Рад СРСР 31 січня 1924 року, до відомства верховних органів влади СРСР віднесено: «з) встановлення засад і загального плану всього народного господарства Союзу, визначення галузей промисловості й окремих промислових підприємств, що мають загальносоюзне значення, укладання концесійних угод, як загальносоюзних, так і від імені союзних республік»[8].
- Стаття 14 Конституції СРСР, затвердженої Надзвичайним VIII з'їздом Рад Союзу РСР 5 грудня 1936 року передбачала, що у відомстві СРСР в особі його вищих органів влади й органів державного управління знаходиться: «к) встановлення народногосподарських планів СРСР», а стаття 70 відносила Держплан СРСР до органів державного управління, голова Держплану СРСР входив до складу Ради Міністрів СРСР[9].
- Стаття 16 Конституції СРСР[10], прийнятої Верховною Радою СРСР 7 жовтня 1977 року, передбачала, що керівництво «економікою здійснюється на базі державних планів економічного та соціального розвитку, с урахуванням галузевого й територіального принципів, за сполучення централізованого управління з господарською самостійністю та ініціативою підприємств, об'єднань та інших організацій». До відомства СРСР в особі його вищих органів державної влади та управління належить: «5) провадження єдиної соціально-економічної політики, керівництво економікою країни: визначення основних напрямків науково-технічного прогресу й загальних заходів з раціонального використання й охорони природних ресурсів; розробка й затвердження державних планів економічного й соціального розвитку СРСР, затвердження звітів про їх виконання», контроль за виконанням державних планів і завдань здійснюють органи народного контролю, які утворюються Радами народних депутатів (стаття 92). Затвердження державних планів економічного та соціального розвитку СРСР здійснюється Верховною Радою СРСР (стаття 108). Рада Міністрів СРСР: «2) розробляє та вносить до Верховної Ради СРСР поточні й перспективні державні плани економічного й соціального розвитку СРСР, державний бюджет СРСР; вживає заходів зі здійснення державних планів і бюджету; подає Верховній Раді СРСР звіти про виконання планів та виконання бюджету» (стаття 131). Згадки про Держплан СРСР у цій Конституції відсутнє.
- Законом СРСР від 19 грудня 1963 року № 2000-VI Держплан СРСР із загальносоюзного перетворений на союзно-республіканський орган. Цим же актом визначено, що голова Державного планового комітету СРСР входить до складу Ради Міністрів СРСР (ст. 70).
- Головним завданням Держплану СРСР з кінця 60 років до ліквідації 1991 року були: розробка відповідно до програми КПРС, директив ЦК КПРС та рішень Ради Міністрів СРСР державних народногосподарських планів, що забезпечують пропорційний розвиток народного господарства СРСР, безперервне зростання й підвищення ефективності суспільного виробництва з метою створення матеріально-технічної бази комунізму, неухильного підвищення рівня життя народу та зміцнення обороноздатності країни.

«Державні плани розвитку народного господарства СРСР мають бути оптимальними, базуватись на економічних законах соціалізму, на сучасних досягненнях і перспективах розвитку науки й техніки, на результатах наукових досліджень економічних та соціальних проблем комуністичного будівництва, всебічного вивчення суспільних потреб, на правильному сполученні галузевого й територіального планування, а також централізованого планування з господарською самостійністю підприємств і організацій.»
Робота Держплану СРСР з планування народного господарства координувалась із Центральним Статистичним Управлінням (ЦСУ), Наркоматом фінансів (пізніше Міністерством фінансів СРСР), Вищою радою народного господарства (ВРНГ СРСР), а пізніше з Держбанком СРСР і Держпостач СРСР.
З 1928 року Держплан СРСР почав складати п'ятирічні плани та контролювати їх виконання.
|  | Наші плани є не плани-прогнози, не плани-здогадки, а плани-директиви, які є обов’язковими для керівних органів та які визначають напрямок нашого господарського розвитку в майбутньому в масштабі всієї країни. |

| Період реалізації | Порядковий номер                                                  | Найменування документу                                                                                | Затверджений                                                             |
| ----------------- | ----------------------------------------------------------------- | --- | ------------------------------------------------------------------------ |
| 1928–1932         | I п'ятирічний план                                                | Директиви зі складання п'ятирічного плану розвитку народного господарства                             | XV з'їзд ВКП (б) 1927 року; прийнятий V Всесоюзним з'їздом Рад 1929 року |
| 1933–1937         | II п'ятирічний план                                               | Резолюція «Про другий п'ятирічний план розвитку народного господарства СРСР»                          | XVII з'їзд ВКП (б) 1934 року                                             |
| 1938–1942         | III п'ятирічний план — зірвано початком Німецько-радянської війни | Резолюція XVIII з'їзду ВКП(б) за доповіддю тов. Молотова                                              | XVIII з'їзд ВКП (б) 1939 року                                            |
| 1946–1950         | IV п'ятирічний план                                               | Закон про п'ятирічний план відновлення та розвитку народного господарства (на 1946—1950 роки)         | першою сесією Верховної Ради СРСР 18 березня 1946                        |
| 1951–1955         | V п'ятирічний план                                                | Директиви з п'ятирічного плану розвитку народного господарства СРСР                                   | XIX з'їзд КПРС 1952 року                                                 |
| 1956–1960         | VI п'ятирічний план — замість неї з 1959 до 1965 була семирічка   | Директиви з п'ятирічного плану розвитку народного господарства СРСР                                   | XX з'їзд КПРС 1956 року                                                  |
| 1959–1965         | VII п'ятирічний план (семирічка)                                  | Директиви із семирічного плану розвитку народного господарства СРСР                                   | XXI з'їзд КПРС 1959 року                                                 |
| 1966–1970         | VIII п'ятирічний план                                             | Директиви з п'ятирічного плану розвитку народного господарства СРСР                                   | XXIII з'їзд КПРС 1966 року                                               |
| 1971–1975         | IX п'ятирічний план                                               | Директиви з п'ятирічного плану розвитку народного господарства СРСР                                   | XXIV з'їзд КПРС 1971 року                                                |
| 1976–1980         | X п'ятирічний план                                                | Основні напрямки розвитку народного господарства СРСР на 1976—1980 роки                               | XXV з'їзд КПРС 1976 року                                                 |
| 1981–1985         | XI п'ятирічний план                                               | Основні напрямки економічного та соціального розвитку СРСР на 1981—1985 та на період до 1990 року     | XXVI з'їзд КПРС 1981 року                                                |
| 1986–1990         | XII п'ятирічний план                                              | Основні напрямки економічного та соціального розвитку СРСР на 1986—1990 і на перспективу до 2000 року | XXVII з'їзд КПРС 1986 року                                               |
| 1991–1995         | XIII п'ятирічний план                                             | Не було реалізовано у зв'язку з розпадом СРСР.                                                        |                                                                          |

## Адміністративна структура
Апарат Держплану СРСР у 1980-их роках складався з галузевих відділів (за галузями промисловості, за сільським господарством, транспортом, товарообігом, зовнішньою торгівлею, культурою та освітою, охороною здоров'я, житловим і комунальним господарством, побутовим обслуговуванням населення тощо) й вільних відділів (зведений відділ народно-господарського плану, відділ територіального планування й розміщення виробничих сил, зведений відділ капітальних вкладень, зведений відділ матеріальних балансів та планів розподілу, відділ праці, відділ фінансів та собівартості тощо.
Держплан СРСР у межах своєї компетенції видавав постанови, обов'язкові для виконання усіма міністерствами, відомствами й іншими організаціями. Йому було надано право залучати для розробки проектів планів та окремих народно-господарчих проблем АН СРСР, академії наук союзних республік, галузеві академії наук, науково-дослідні та проектні інститути, конструкторські та інші організації й заклади, а також окремих вчених, фахівців і передовиків виробництва.

### Структурні підрозділи

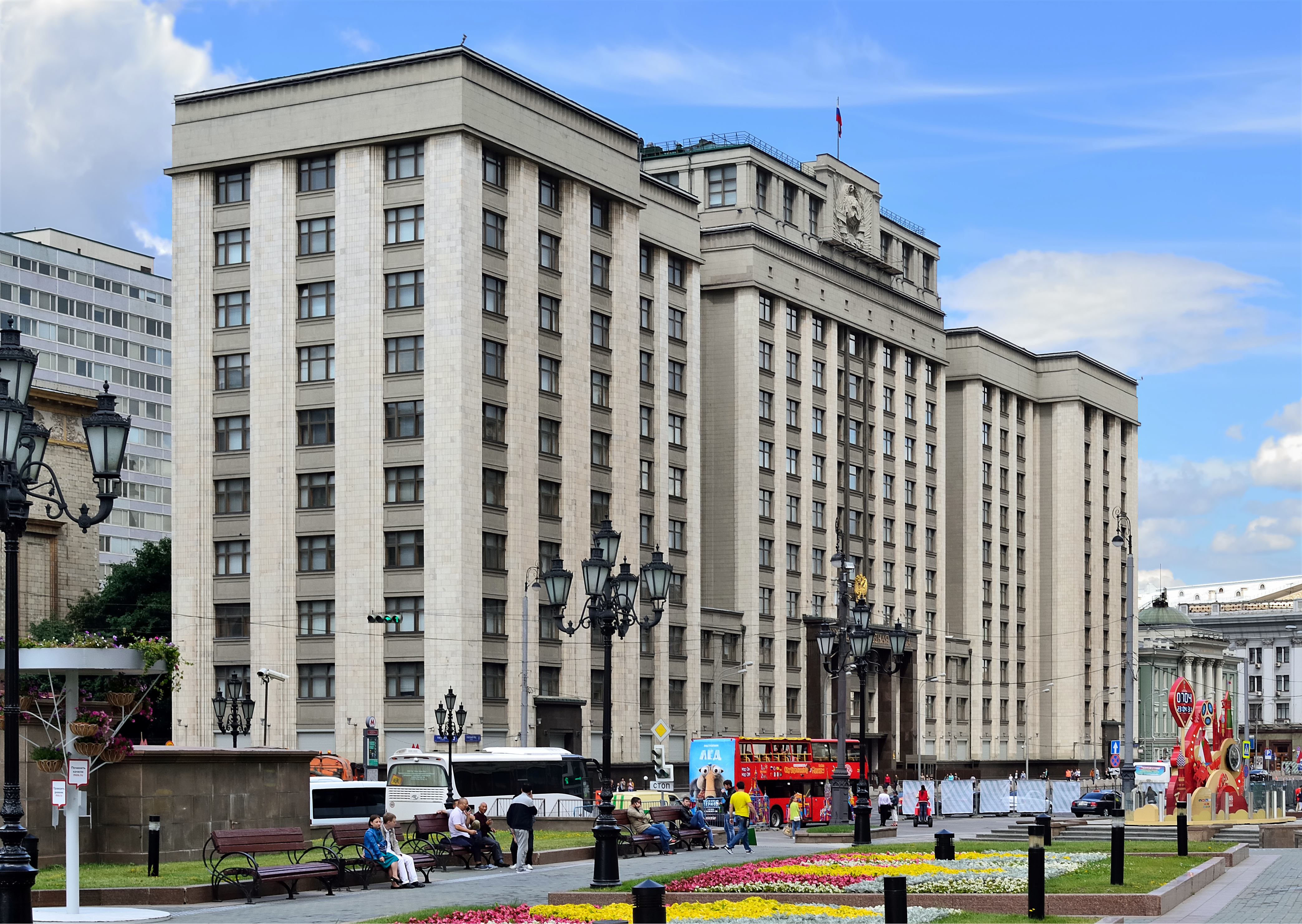
Будинок Держплану

1930–1931 — Економіко-статистичний сектор (ЕСС)
1931–1931 — Сектор народно-господарчого обліку
- Відділ енергетики й електрифікації
  - Підвідділ атомних електростанцій (1972)
- Відділ автомобільного, тракторного та сільськогосподарського машинобудування
- Відділ з питань діяльності радянських частин постійних комісій СЕВ
- Відділ паливної промисловості
- Відділ будівництва й будівельної індустрії
- Зведений відділ агропромислового комплексу
- Зведений відділ народногосподарського плану

### Комісії при Держплані СРСР
- Особлива комісія Ради праці й оборони при Державній плановій комісії СРСР з розгляду статутів трестів (1923—1925)
- Державна експертна комісія (ДЕК Держплану СРСР)
- Міжвідомча комісія з питань економічної реформи (утворена 1965 — ?)
- Концесійний комітет Держплану СРСР[13]
- Рада технічно-економічної експертизи Держплану СРСР

### Голови Держплану СРСР
Голови Держплану СРСР були заступниками голови Ради Міністрів СРСР.
| Ім'я                                | Час на посаді | Роки життя | Примітки                                                                                          |  |
| ----------------------------------- | ------------- | ---------- | ------------------------------------------------------------------------------------------------- |  |
| Кржижановський Гліб Максиміліанович | 1921–1923     | 1872–1959  |                                                                                                   |  |
| Цюрупа Олександр Дмитрович          | 1923–1925     | 1870–1928  |                                                                                                   |  |
| Кржижановський Гліб Максиміліанович | 1925–1930     | 1872–1959  | 1928 1-я п'ятирічка                                                                               |  |
| Куйбишев Валеріан Володимирович     | 1930–1934     | 1888–1935  |                                                                                                   |  |
| Межлаук Валерій Іванович            | 1934–1937     | 1893–1938  |                                                                                                   |  |
| Смирнов Геннадій Іванович           | 1937–1937     | 1903–1938  | лютий — жовтень                                                                                   |  |
| Межлаук Валерій Іванович            | 1937–1937     | 1893–1938  | жовтень — грудень                                                                                 |  |
| Вознесенський Микола Олексійович    | 1938–1941     | 1903–1950  |                                                                                                   |  |
| Сабуров Максим Захарович            | 1941–1942     | 1900–1977  | з 10 березня 1941 до грудня 1942                                                                  |  |
| Вознесенський Микола Олексійович    | 1942–1949     | 1903–1950  |                                                                                                   |  |
| Сабуров Максим Захарович            | 1949–1953     | 1900–1977  |                                                                                                   |  |
| Косяченко Григорій Петрович         | 1953–1953     | 1901–1983  | березень — червень                                                                                |  |
| Сабуров Максим Захарович            | 1953–1955     | 1900–1977  |                                                                                                   |  |
| Байбаков Микола Костянтинович       | 1955–1957     | 1911–2008  | 1957 хрущовська реформа                                                                           |  |
| Кузьмін Йосип Йосипович             | 1957–1959     | 1910–1996  |                                                                                                   |  |
| Косигін Олексій Миколайович         | 1959–1960     | 1904–1980  |                                                                                                   |  |
| Новиков Володимир Миколайович       | 1960–1962     | 1907–2000  |                                                                                                   |  |
| Димшиць Веніамін Еммануїлович       | 1962–1962     | 1910–1993  | липень — листопад                                                                                 |  |
| Ломако Петро Фадійович              | 1962–1965     | 1904–1990  |                                                                                                   |  |
| Байбаков Микола Костянтинович       | 1965–1985     | 1911–2008  | Економічна реформа 1965 року                                                                      |  |
| Тализін Микола Володимирович        | 1985–1988     | 1929–1991  | 1987-88 здійснено демонтаж планової економіки (закони «Про держпідприємство» та «Про кооперацію») |  |
| Маслюков Юрій Дмитрович             | 1988–1991     | 1937–2010  |                                                                                                   |  |

### Заступники

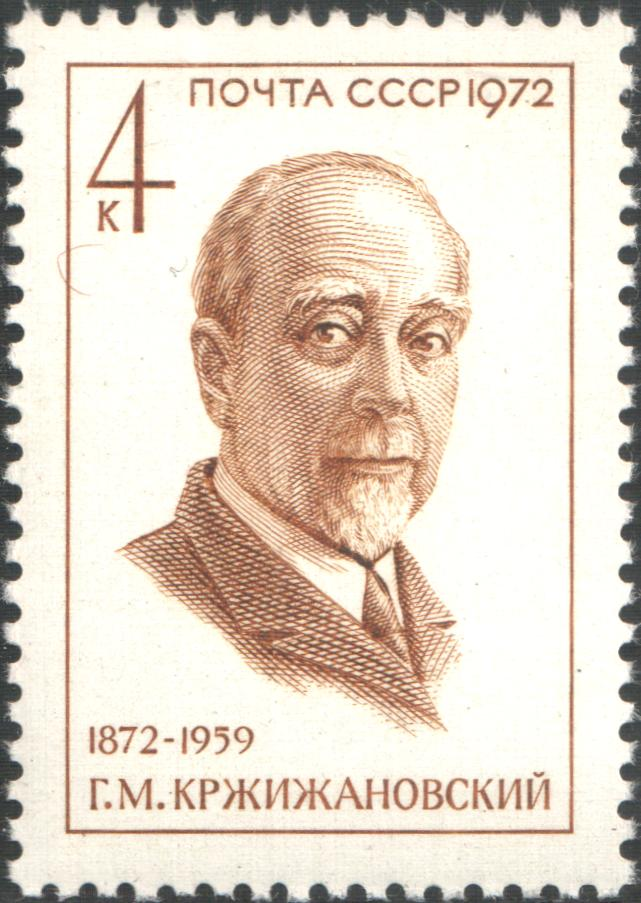
Гліб Кржижановський

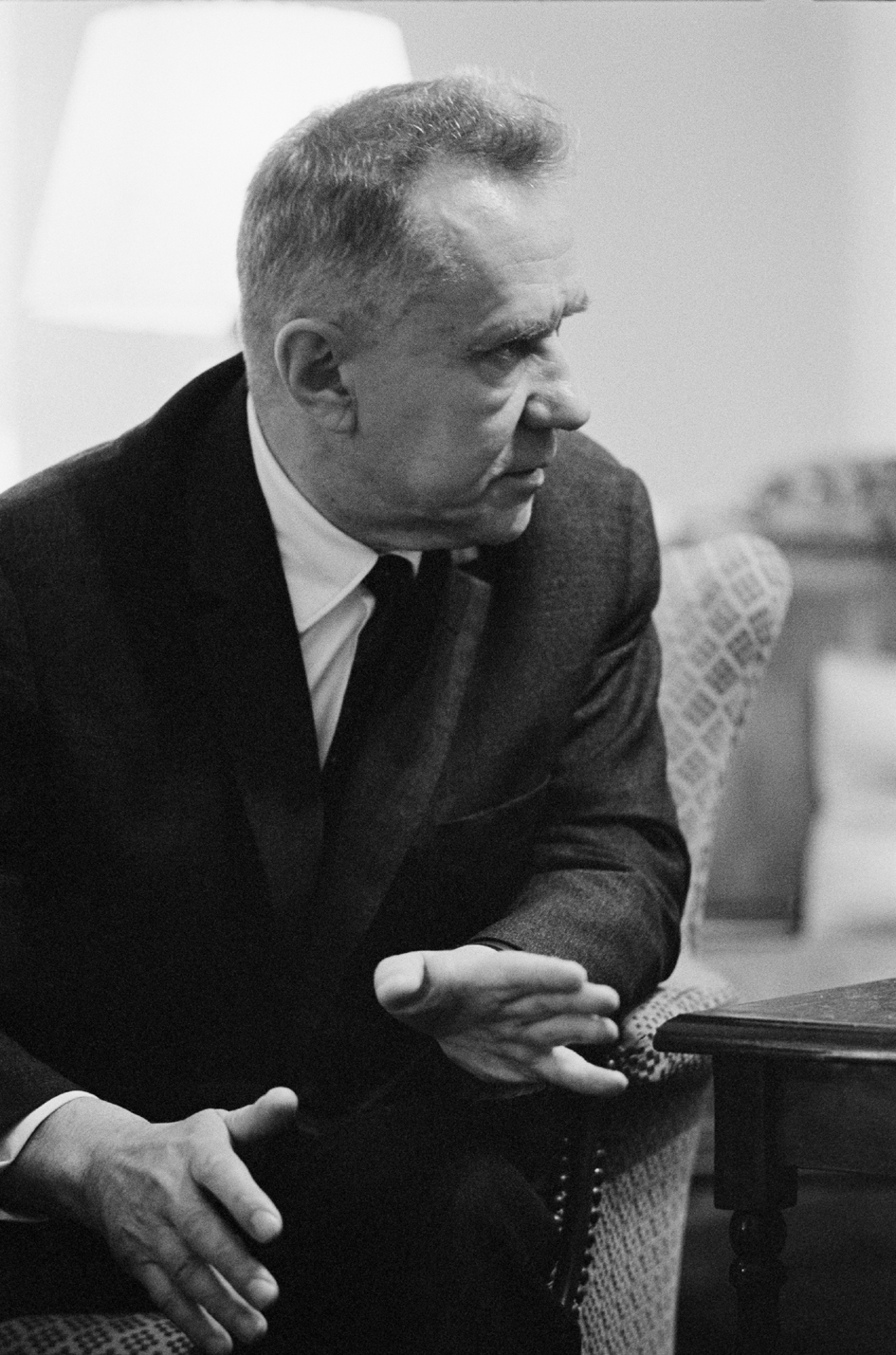
Олексій Косигін

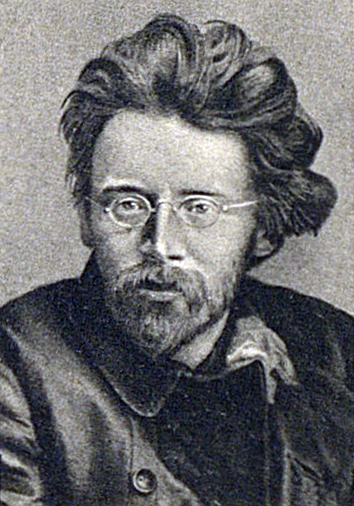
Юрій П'ятаков

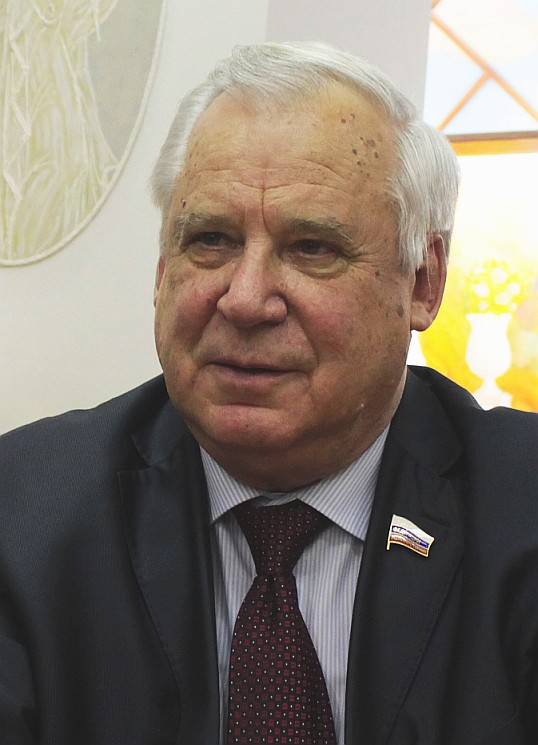
Микола Рижков

1921–1929—Осадчий Петро Семенович — перший заступник голови (1866—1943)
1921–1938—Струмілін Станіслав Густавович — заступник голови (1877—1974)
1923–1927—П'ятаков Юрій Леонідович — заступник голови (1890—1937)
1925–1926—Смілга Івар Тенісович — заступник голови (1892—1938)
1926–1930—Вашков Микола Миколайович — заступник голови, голова секції електрифікації Держплану СРСР (1874—1953)
1926–1928—Сокольников Григорій Якович — заступник голови (1888—1939)
1926–1927—Владимирський Михайло Федорович — заступник голови (1874—1951)
1927–1931—Квірінг Еммануїл Йонович — заступник голови (1888—1937)
1928–1929—Гринько Григорій Федорович — заступник голови (1890—1938)
1929–1934—Мілютін Володимир Павлович — заступник голови (1884—1937)
1930–1934—Смілга Івар Тенісович — заступник голови — начальник Управління зведеного планування (1892—1938)
1931–1935—Межлаук Валерій Іванович — перший заступник голови (1893—1938)
1931–1933—Ломов (Оппоков) Георгій Іполитович — заступник голови (1888—1938)
1932–1934—Гайстер Арон Ізраїлевич — заступник голови (1899—1938)
1932–1935—Оболенський Валеріан Валеріанович — заступник голови (1887—1937)
1933–1933—Трояновський Олександр Антонович — заступник голови (1882—1955)
1934–1937—Смирнов Геннадій Іванович — заступник голови (1903—1938)
1934–1937—Квірінг Еммануїл Йонович — перший заступник голови (1888—1937)
1935–1937—Краваль Іван Адамович — заступник голови (1897—1938)
1936–1937—Гуревич Олександр Йосипович — заступник голови (1896—1937)
1937–1937—Верменічев Іван Дмитрович — заступник голови (1899—1938)
1938–1940—Саутін Іван Васильович — заступник голови (1905—1975)
1939–1940—Кравцев Георгій Георгійович — перший заступник голови (1908—1941)
1940–1940—Косяченко Григорій Петрович — заступник голови (1901—1983)
1940–1948—Старовський Володимир Никонович — заступник голови (1905—1975)
1940–1941—Сабуров Максим Захарович — перший заступник голови (1900—1977)
1940–1943—Кузнєцов Василь Васильович — заступник голови
1940–1946—Панов Андрій Дмитрович — заступник голови (1904—1963)
1940–1949—Кірпічніков Петро Іванович— заступник голови (1903—1980)
1941–1944—Косяченко Григорій Петрович — перший заступник голови (1901—1983)
1941–1945—Сорокін Геннадій Михайлович — заступник голови (1910—1990)
1941–1948—Старовський Володимир Никонович — заступник голови (1905—1975)
1942–1946—Мітраков Іван Лукич — заступник голови
1944–1946—Сабуров Максим Захарович — перший заступник голови (1900—1977)
1945–1955—Борисов Микола Андрійович — заступник голови (1903—1955)
1946–1947—Сабуров Максим Захарович — заступник голови (1900—1977)
1946–1949—Панов Андрій Дмитрович — перший заступник голови (1904—1963)
1948–1957—Перов Георгій Васильович — заступник голови (1905—1979)
1949–1953—Косяченко Григорій Петрович — перший заступник голови (1901—1983)
1951–1953 — Коробов Анатолій Васильович — заступник голови (1907—1967)
1952–1953 — Сорокін Геннадій Михайлович — заступник голови (1910—1990)
1953–1953 — Пронін Василь Прохорович — заступник голови
1955–1957 — Жимерін Дмитро Георгійович — перший заступник голови (1906—1995)
1955–1957 — Яковлєв Михайло Данилович — заступник голови (1910—1999)
1955–1957 — Сорокін Геннадій Михайлович — заступник голови (1910—1990)
1955–1957 — Каламкаров Вартан Олександрович — заступник голови (1906—1992)
1955–1957 — Хрунічев Михайло Васильович — заступник голови (1901—1961)
1956–1957 — Косигін Олексій Миколайович — перший заступник голови (1904—1980)
1956–1957 — Малишев В'ячеслав Олександрович — перший заступник голови (1902—1957)
1957–1959 — Перов Георгій Васильович — перший заступник голови (1905—1979)
1957–1962 — Зотов Василь Петрович — заступник голови
1957–1961 — Мацкевич Володимир Володимирович — заступник голови (1909—1998)
1957–1961 — Хрунічев Михайло Васильович — перший заступник голови (1901—1961)
1958–1958 — Засядько Олександр Федорович — заступник голови (1910—1963)
1958–1958 — Рябиков Василь Михайлович — заступник голови
1958–1960 — Лесечко Михайло Авксентійович — перший заступник голови (1909—1984)
1960–1962—Орлов Георгій Михайлович — перший заступник голови
1960–1962—Коробов Анатолій Васильович — заступник голови (1907—1967)
1961–1961—Рябиков Василь Михайлович — перший заступник голови
1961–1962—Димшиць Веніамін Еммануїлович — перший заступник голови
1961–1965—Лобанов Павло Павлович — заступник голови (1902—1984)
1963–1965—Степанов Сергій Олександрович — заступник голови (1903—1976)
1963–1967—Коробов Анатолій Васильович — заступник голови (1907—1967)
1963–1973—Горегляд Олексій Адамович — перший заступник голови
1963–1965—Тихонов Микола Олександрович — заступник голови
1965–1973—Лебедєв Віктор Дмитрович — заступник голови (1917—1978)
1965–1974—Рябиков Василь Михайлович — перший заступник голови
1966–1973—Мисник Михайло Іванович — заступник голови (1913—1998)
1973–1978—Лебедєв Віктор Дмитрович — перший заступник голови (1917—1978)
1974–1983—Слюньков Микола Микитович — заступник голови
1976–1988—Паскар Петро Андрійович — перший заступник голови
1979–1982—Рижков Микола Іванович — перший заступник голови
1979–1983—Рябов Яків Петрович — перший заступник голови
1979–1991—Анісимов Павло Петрович — заступник голови
1980–1988—Воронін Лев Олексійович — перший заступник голови
1982–1985—Маслюков Юрій Дмитрович — перший заступник голови
1983–1989—Сітарян Степан Арамаїсович — перший заступник голови
1988–1990—Паскар Петро Андрійович — заступник голови, начальник зведеного відділу агропромислового комплексу
1988–1991—Трошин Олександр Миколайович — заступник голови
1988–1991—Серов Валерій Михайлович — заступник голови
1989–1991—Дурасов Володимир Олександрович — перший заступник голови
1988–1989—Хоменко Юрій Павлович — перший заступник голови

## Інститути й організації при Держплані СРСР

### Інститути
| Найменування установи                                                                                                 | Період функціонування |
| Науково-дослідний економічний інститут                                                                                | 1955—1991             |
| Рада з вивчення виробничих сил                                                                                        | 1960—1991             |
| Інститут комплексних транспортних проблем                                                                             | 1954—1991             |
| Всесоюзний науково-дослідний інститут комплексних паливно-енергетичних проблем                                        | 1974—1991             |
| Науково-дослідний інститут планування й нормативів                                                                    | 1960—1991             |
| Інститут економічних досліджень (ІЕД)                                                                                 | 1929—1938             |
| Центральний інститут технічної інформації вугільної промисловості (ЦІТІ вугільної промислововсті) ЦІТІ Держплану СРСР | 1957—1959             |
| Інститут з проектування підприємств кольорової металургії «Гіпрокольормет»                                            | 1957—1960             |
| --- | --------------------- |

### Організації
| Найменування організації | Період функціонування | Керівник |
| Всесоюзна планова академія ім. Молотова при Держплані СРСР | 1930—1941             | |
| Комітет з хімізації народного господарства при Держплані СРСР | 1931—1934             | |
| Центральне управління народногосподарського обліку (ЦУНГО) Держплану СРСР                                                                                             | 1931—1941             | Оболенський Валеріан Валеріанович, Краваль Іван Адамович, Верменічев Іван Дмитрович, Саутін Іван Васильович, Старовський Володимир Никонович |
| Державне видавництво економічної, планової та обліково-статистичної літератури Держплану СРСР (Держпланвидав)                                                         | 1938—1951             | |
| Центральне статистичне управління (ЦСУ) Держплану СРСР | 1941—1948             | Старовський Володимир Никонович |
| Управління зі стандартизації при Держплані СРСР (майбутній Держстандарт СРСР)                                                                                         | 1953—1954             | |
| Головне управління науково-дослідних і проектних організацій при Держплані СРСР (Головндіпроект) — постанова Ради Міністрів СРСР від 25 червня 1957 року № 904        | 1957—1960             | |
| Головне управління науково-дослідних організацій при Держекономраді СРСР (ГоловНДІ)                                                                                   | 1957—1962             | |
| Головне управління зі збуту кольорових металів при Держплані СРСР (Головкольорметзбут)                                                                                | 1957—1958             | |
| Бюро цін при Держплані СРСР (Держкомцін СРСР) — 08.07.1965 постановою Ради Міністрів СРСР при Держплані створено Державний комітет цін                                | 1958—1965             | |
| Головне енергетичне управління при Держплані СРСР (Союзголовенерго)                                                                                                   | 1959—1962             | |
| Головний обчислювальний центр Держплану СРСР | 1959—1991             | Раковський (1960—1961), Ковальов (1961—1971), Лебединський (1971—1981), Коссов (1981—1984), Безруков (1984—1990), Баришніков (1990—1991)     |
| Державний комітет з паливної промисловості при Держплані СРСР | 1961—1965             | |
| Державний комітет з чорної та кольорової металургії при Держплані СРСР (Держметалургкомітет)                                                                          | 1961—1965             | |
| Державний комітет хімічного та нафтопереробного машинобудування при Держплані СРСР                                                                                    | 1963—1963             | |
| Державний комітет з автоматизації та машинобудування при Держплані СРСР                                                                                               | 1963—1963             | |
| Державний комітет з приладобудування, засобів автоматизації й систем управління при Держплані СРСР                                                                    | 1963—1965             | |
| Державний комітет автотракторного й сільськогосподарського машинобудування при Держплані СРСР                                                                         | 1963—1965             | |
| Державний комітет хімічного і нафтового машинобудування СРСР при Держплані СРСР                                                                                       | 1963—1965             | |
| Державний комітет з лісової, целюлозно-паперової, деревообробної промисловості й лісового господарства при Держплані СРСР                                             | 1963—1965             | Орлов Георгій Михайлович (1963—1975) |
| Державний комітет нафтопереробної і нафтохімічної промисловості при Держплані СРСР (Держнафтохімкомітет)                                                              | 1964—1965             | Федоров Віктор Степанович (1964—1965) |
| Державний комітет нафтовидобувної промисловості при Держплані СРСР | 1964—1965             | |
| Державний комітет з хімії при Держплані СРСР | 1963—1963             | |
| Державний комітет хімічної та нафтової промисловості при Держплані СРСР                                                                                               | 1963—1965             | Байбаков Микола Костянтинович (1963—1965) |
| Державний комітет з машинобудування при Держплані СРСР | 1963—1965             | Костоусов Анатолій Іванович (1963—1965) |
| Державний комітет важкого, енергетичного й транспортного машинобудування при Держплані СРСР                                                                           | 1963—1965             | Кротов Віктор Васильович (1965—1965) |
| Державний комітет з електротехніки при Держплані СРСР | 1962—1965             | Оболенський Микола Олександрович (1963—1965)                                                                                                 |
| Головне управління комплектного постачання металургійного, енергетичного і нафтохімічного устаткування при Держплані СРСР (Головкомплектустаткування)                 | 1957—1958             | |
| Головне управління зі збуту машинобудівної продукції при Держплані СРСР (Головмашзбут)                                                                                | 1957—1958             | |
| Головне управління зі збуту продукції важкого, транспортного, будівельно-дорожнього, бурового, вугільного й нафтового обладнання при Держплані СРСР (Головважмашзбут) | 1957—1958             | |
| Головне управління з постачання та збуту підшипників та їх застосуванню при Держплані СРСР (Головпідшипникзбут)                                                       | 1957—1958             | |
| Головне управління зі збуту приладів при Держплані СРСР (Головприладзбут)                                                                                             | 1957—1958             | |
| Головне управління зі збуту електротехнічної продукції при Держплані СРСР (Головелектрозбут)                                                                          | 1957—1958             | |
| Головне управління зі збуту електротехнічної продукції при Держплані СРСР (Союзголовелектро)                                                                          | 1958—1963             | |
| Державний комітет з харчової промисловості при Держплані СРСР | 1963—1965             | |
| Державний комітет з легкої промисловості при Держплані СРСР (Держлегпром СРСР)                                                                                        | 1962—1965             | |
| Вищі економічні курси при Держплані СРСР | 1963—1965             | |
| --- | --------------------- | --- |

## Видання Держплану СРСР
Держплан СРСР видавав з 1923 року щомісячний галузевий журнал «Планове господарство», нагороджений орденом Трудового Червоного Прапора.

## Будівля Держплану

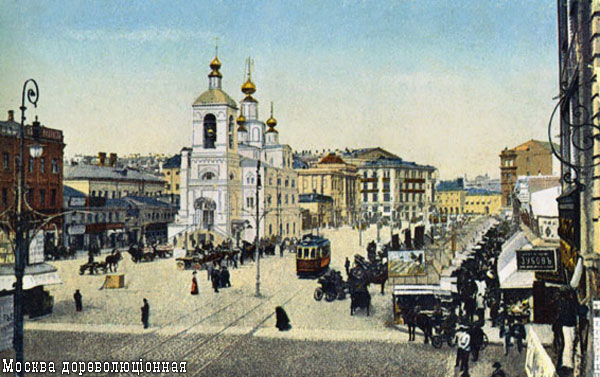
Церква Параскеви в Охотному ряду. Початок XX століття

Будівлю було зведено на місці Церкви Параскеви (П'ятниці) преподобної в Охотному ряду (1686–1928).
Основна будівля розміщується на вулиці Охотний ряд, буд. 6. Її зведено у 1934–1938 роках за проектом архітектора Лангмана для розміщення Ради праці та оборони, потім РНК СРСР, Ради Міністрів СРСР та, зрештою, Держплану СРСР. Будівля має характерний імперський стиль — важкі колони й широкі холи.
Другою будівлею Держплану СРСР була будівля, що виходила на Георгіївський провулок, спроектована наприкінці 1970-их років архітектором Гіговською. Вона зовсім інша за стилем, цілком складається зі скла й бетону.
Між собою будівлі з'єднано переходом.
За деякими даними будівлю Держплану СРСР було заміновано 1941, а розміновано тільки 1981 року. За щасливим збігом обставин, будівельники виявили дроти, «що йдуть в нікуди».
Нині в будівлі розміщено Державну Думу Федеральних Зборів Російської Федерації.
Також для Держплану СРСР 1936 року за проектом архітектора Костянтина Мельникова у співавторстві з архітектором Курочкіним на Авіамоторній вулиці в Москві було збудовано гараж, який тепер відомий як гараж Держплану та є пам'яткою історії та культури.